# Torrendiella clelandii
Torrendiella clelandii är en svampart som först beskrevs av Clifford George Hansford, och fick sitt nu gällande namn av Spooner 1987. Torrendiella clelandii ingår i släktet Torrendiella och familjen Sclerotiniaceae.   Inga underarter finns listade i Catalogue of Life.